# Brzezie (powiat krakowski)
Brzezie (niem. Birken an der Rodhau; hist. Brzezie Narodowe – Oberbirkendorf, Brzezie Szlacheckie – Unterbirkendorf) – wieś w Polsce położona w województwie małopolskim, w powiecie krakowskim, w gminie Zabierzów.
W latach 1975–1998 miejscowość należała administracyjnie do województwa krakowskiego.
W roku 2021 we wsi mieszkało 1300 osób, z czego 49,7% mieszkańców stanowiły kobiety, a 50,3% mężczyźni
Przez wieś przepływa potok Kluczwoda.
Na terenie miejscowości odkryto cmentarzysko i naczynia grobowe z epoki brązu i wczesnej epoki żelaza.